# Spellemannprisen
«Spellemannprisen» — ежегодная норвежская музыкальная премия, часто называемая «Норвежская Грэмми»; норвежская музыкальная награда, вручаемая норвежским музыкантам. Премия учреждена Международной федерацией производителей фонограмм (IFPI) — организацией, представляющей интересы звукозаписывающей индустрии во всём мире.
Премия впервые была присуждена в 1973 году. Она присуждается музыкантам по итогам прошлого года. Комитет Spellemann, состоящий из представителей IFPI Norway и FONO, управляет награждением, а его члены действуют как судьи. В настоящее время премия присуждается в 21 категории, при этом комитет может присуждать дополнительные почётные и отраслевые награды.
Награждения обычно проводятся в январе или феврале.